# Roiffé
Roiffé ist eine französische Gemeinde mit 748 Einwohnern (Stand: 1. Januar 2022) im Département Vienne in der Region Nouvelle-Aquitaine; sie gehört zum Arrondissement Châtellerault und zum Kanton Loudun (bis 2015: Kanton Les Trois-Moutiers).

## Geographie
Roiffé liegt etwa 60 Kilometer nordnordwestlich von Poitiers. Nachbargemeinden von Roiffé sind Fontevraud-l’Abbaye im Norden, Couziers im Nordosten, Lerné im Osten, Bournand im Süden und Südosten, Les Trois-Moutiers im Süden und Südwesten, Raslay im Südwesten sowie Saix im Westen.

## Bevölkerungsentwicklung
| Jahr                      | 1962 | 1968 | 1975 | 1982 | 1990 | 1999 | 2006 | 2013 |
| Einwohner                 | 847  | 773  | 475  | 535  | 593  | 658  | 667  | 726  |
| Quelle: Cassini und INSEE |      |      |      |      |      |      |      |      |

## Sehenswürdigkeiten
- Kirche Saint-Martin
- Schloss La Roche-Martel, seit 2005 Monument historique

## Persönlichkeiten
- Isaac de Razilly (1587–1635), Gouverneur von Akadien und Vizekönig über Neufrankreich (1632–1635)